# Deliverin'
| Recensione              | Giudizio        |
| ----------------------- | --------------- |
| AllMusic                | [ 2 ]           |
| Sputnikmusic            | 4.0 (Excellent) |
| Dizionario del Pop-Rock | [ 4 ]           |
| 24.000 dischi           | [ 5 ]           |

Deliverin' è un album live dei Poco, pubblicato dalla Epic Records nel gennaio 1971.
All'uscita dell'album Jim Messina aveva già abbandonato il gruppo e fu sostituito da Paul Cotton.
L'album si classificò al ventiseiesimo posto (13 febbraio 1971) della Chart di Billboard 200.
Due brani contenuti nell'album e pubblicati in formato singolo: C'mon e You'd Better Think Twice, si classificarono rispettivamente al sessantanovesimo ed al settantaduesimo posto della classifica Billboard The Hot 100.

## Tracce
Lato A
1. I Guess You Made It – 3:55 (Richie Furay)
2. C'mon – 3:35 (Richie Furay)
3. Hear That Music – 3:10 (Timothy B. Schmit)
4. Kind Woman – 6:03 (Richie Furay)
5. Medley – 4:39

Lato B
1. You'd Better Think Twice – 4:14 (Jim Messina)
2. A Man Like Me – 4:11 (Richie Furay)
3. Medley – 9:51

## Formazione
- Richie Furay - chitarra elettrica, chitarra ritmica, chitarra acustica ritmica a sei corde, voce
- Jim Messina - chitarra elettrica telecaster, chitarra acustica a sei corde (solista), voce
- Rusty Young - dobro, chitarra pedal steel, voce
- Timothy B. Schmit - basso, voce
- George Grantham - batteria

Note aggiuntive
- Jim Messina - produttore
- Registrazioni effettuate dal vivo al Boston Music Hall, Boston, Massachusetts ed al The New York Felt Forum di New York City, New York
- Stan Tonkel e Stan Weiss - ingegneri delle registrazioni
- Ed Caraeff - fotografie
- Fred Lombardi - fotografie interne copertina album
- Wayne Kimbell e Richard Edlund - design copertina (frontale e retro) album
- Peter Fornatale (WNEW-FM) - note interne e retrocopertina album[9]